# Martin Karim
Martin Karim (* 18. prosince 1965 Praha) je právník a publicista s českými a kurdskými kořeny, od roku 2018 zastupitel obce Trnová v okrese Praha-západ, člen Pirátů.

## Život
Vyrůstal v Praze, kde také v roce 1985 maturoval na Gymnáziu U Libeňského zámku. V roce 2020 úspěšně ukončil rigorózní řízení a zahájil doktorské studium na Právnické fakultě Univerzity Karlovy.
Martin Karim je ženatý. Žije v obci Trnová v okrese Praha-západ.

## Kariéra
V roce 1990 začal podnikat v maloobchodu, dovozu potravin a poskytování služeb. Donedávna vedl rodinnou firmu CFA Partners s.r.o., která je evidována Komorou daňových poradců České republiky. V současnosti pracuje jako metodik mezinárodněprávního oddělení České správy sociálního zabezpečení.[zdroj?]

## Politické aktivity

### Komunální politika
Je členem České pirátské strany. Společně s dalšími Piráty založil místní sdružení MS Mníšecko a Dolní Berounka a byl zvolen jeho místopředsedou. Působil jako člen výboru zastupitelstva obce Trnová.
V komunálních volbách v roce 2018 kandidoval jako nezávislý z pozice lídra subjektu „Volba pro Trnovou“ (tj. nezávislí kandidáti a hnutí STAN), ale neuspěl. Skončil jako třetí náhradník. Nicméně se volby na konci listopadu 2018 musely opakovat. V nich už uspěl a jako nezávislý za subjekt „Volba pro Trnovou“ (tj. nezávislí kandidáti a hnutí STAN) byl zvolen zastupitelem.

### Kandidatura do Sněmovny a Senátu
Ve volbách do Poslanecké sněmovny PČR v roce 2021 kandidoval jako člen Pirátů v rámci koalice Piráti a Starostové ve Středočeském kraji, ale neuspěl.
Ve volbách do Senátu PČR v roce 2022 kandidoval za Piráty, Zelené a ČSSD v obvodu č. 16 – Beroun. Do druhého kola volby však nepostoupil, když se se ziskem 11 % hlasů umístil na posledním, 4. místě.
Ve volbách do Poslanecké sněmovny PČR v roce 2025 kandiduje na 3. místě kandidátky Pirátů ve Středočeském kraji.

### Kurdská témata
Vystupoval opakovaně v českých médiích s komentáři o Blízkém Východu. Kritizoval politiku tureckého prezidenta Recepa Tayyipa Erdoğana vůči Kurdům v Turecku, Sýrii a Iráku.
Angažuje se ve spolku Kurdské občanské sdružení (KOS) a je předsedou jeho výkonného výboru. V listopadu 2019 spolupořádal tzv. kulatý stůl pod záštitou Zahraničního výboru Poslanecké sněmovny České republiky. Tématem kulatého stolu byl „Plán pomoci obětem turecké agrese v severní Sýrii“. Místem konání byly prostory Poslanecké sněmovny Parlamentu České republiky v Praze.
V letech 2019 a 2020 vystoupil jako řečník na několika protestních demonstracích proti turecké invazi oblastí severní Sýrie obývaných Kurdy a válečným zločinům, které turecká armáda spáchala na Kurdech.
Napsal několik článků pro Deník Referendum. Reakce na Karimův článek o Salihovi Müslimovi se objevila i v tureckém tisku.